# 我愛玫瑰園
《我愛玫瑰園》（英語：Be My Guest）是一部由香港電視廣播有限公司拍攝製作的時裝處境劇集，全劇共132集，由蕭光漢擔任監製，於1991年4月首播，劇名「玫瑰園」是指俗稱「玫瑰園計劃」的新機場工程。在該部劇集的監製蕭光漢的首肯下，張學友的音樂監製歐丁玉獲准全權創作劇集歌曲，劇集同名主題曲以及劇集片尾曲《獨尋醉》由張學友主唱，其中《獨尋醉》由該劇編審黃國輝填詞。
此劇于2002年（從2002年6月22日起，逢週一至週六6:00-6:30），2008年-2009年（從2008年11月15日起，逢週一至週六6:00-6:25），2014年-2015年間（從2014年9月27日起，逢週一至週六6:00-6:25）三度重播。2025年3月3日起，逢週一至週五 10:00 - 10:30四度重播。2013年在TVB經典台及2010年10月4日在TVB星河頻道重播。2019年11月起在加拿大新時代電視高清台重播。

## 劇情簡介
謝迪文（張兆輝飾）是投資顧問，父母移民外國不在香港，平時與爺爺謝翰雍（張英才飾）、叔叔謝逸松（白彪飾）、弟弟謝迪明（陳國邦飾）及姨婆邱碧玉（朱承彩飾）同住。某天，出外旅遊的迪文被女強人方安兒（袁詠儀飾）誤當色狼，因此失戀。誰料安兒隨後到迪文所在的「真誠投資有限公司」工作，兩人從冤家發展為競爭對手。
安兒從小被父親方世昌（胡楓飾）拋棄，與阿姨葉劍笙（林漪娸飾）和妹妹方樂兒（楊羚飾）相依為命。出於對爸爸的怨恨，安兒發誓永遠不會與男人結婚。然而，迪文加深了解安兒的身世後，對她漸生好感，展開愛情攻勢。
迪文的叔叔逸松為好色之徒，弟弟迪明貪玩且常發不切實際的明星夢，兩人給迪文惹來很多麻煩。逸松和迪明後來分別結識安兒的阿姨劍笙及妹妹樂兒。兩對男女從普通朋友向情侶的方向發展，使謝、方兩家關係日益密切。
「真誠投資有限公司」雖名「真誠」，但辦公室每天上演錯綜複雜的人際變化和勾心鬥角的故事，幾個性格各異的白領：奸詐的飯桶（顏國樑飾）， 風流的光少（雷宇揚飾），懦弱的騰雞（楊得時飾），風騷的阿wing（吳詠虹飾），清純的Shirley（黃靜儀飾），霸道的Laura（關寶慧飾），勤快的表姐玲（陳慧儀飾），他們有的成了情侶，有的成了冤家，有的成了姊妹。
一個個幽默搞笑的故事，演繹1990年代初正值「香港移民潮」的香港人之人生百態......

## 演員表

### 谢家
| 演員   | 角色   | 暱稱/關係                                                          |
| 張英才 | 謝翰雍 | 阿爺、謝校長 學校校長 谢逸松之父 谢迪文、谢迪明之爷爷 邱碧玉之姐夫 |
| 白 彪  | 謝逸松 | 阿松 謝翰雍之次子 謝迪文、謝迪明之叔叔                             |
| 張兆輝 | 謝迪文 | 阿文、大蚊 謝翰雍長孫 謝迪明之兄 謝逸松之長侄                      |
| 陳國邦 | 謝迪明 | 明仔、臭口明 謝翰雍細孫 謝迪文之弟 謝逸松之細侄                    |
| 朱承彩 | 邱碧玉 | 姨婆 社區中心心理輔導師 謝迪文、謝迪明之姨婆                       |
| 黃光亮 | 謝 天  | 堂叔 謝迪文、謝迪明之堂叔 旅行社老闆                               |
| 朱咪咪 | 周玉環 | 堂嬸、大口環 謝迪文、謝迪明之堂嬸 旅行社老闆娘                     |

### 方家
| 演員   | 角色   | 暱稱/關係                                                                             |
| 胡 楓  | 方 棠  | 小説作家 方安兒和方樂兒之父親 原名：方世昌                                            |
| 袁詠儀 | 方安兒 | 安兒 方棠之大女兒 葉劍笙之外甥女                                                      |
| 楊 羚  | 方樂兒 | Ruby、樂兒 方棠之小女兒                                                               |
| 林漪娸 | 葉劍笙 | Kristin、細阿姨 方安兒和方樂兒之阿姨 謝逸松之交往對象，後為其妻 Eddie與林芝芝之經理人 |
| 許紹雄 | 屈人杰 | 契舅父 方安兒和方樂兒之契舅父                                                         |

### 真誠投資有限公司
| 演員   | 角色     | 暱稱/關係 |
| 承 恩  | 鮑老闆   | 范彤之上司 |
| 顏國樑 | 范 彤    | 飯桶、范生、Micheal 謝迪文、方安兒之上司                                                                                   |
| 張兆輝 | 謝迪文   | 大佬文、Dick 公司分組經理 與方安兒原是競爭對手兼鬥氣冤家，后發展為戀人關係 參見謝家                                        |
| 袁詠儀 | 方安兒   | Ann、老姑婆 公司分組經理 與謝迪文原是競爭對手兼鬥氣冤家，后發展為戀人關係 參見方家                                         |
| 雷宇揚 | 林祖光   | 光少、Joe、尖東殺手光 方安兒之客戶經理 謝迪文之前下屬                                                                      |
| 楊得時 | 馬小華   | 騰雞華、Fred 謝迪文之客戶經理 于第56集辭職赴美國讀書 于第109集被驅逐出境而回港，并重返公司 暗戀趙玲，于第110集開始為其男友 |
| 陳慧儀 | 趙 玲    | 阿玲、表姐玲、同志 方安兒之客戶經理 大陸新移民 于第112集辭職前往北京工作 于第110集開始為馬小華女友                         |
| 吳詠虹 | 歐陽思穎 | 阿Wing 謝迪文之客戶經理 |
| 關寶慧 | 袁麗敏   | Laura 范彤之秘書 單戀林祖光                                                                                                |
| 黃靜儀 | 張小雪   | Shirley 謝迪文、方安兒之共用秘書                                                                                           |
| 何英偉 | 莊偉信   | Wilson、瘟神 范彤之下屬 |
| 許紹雄 | 屈人杰   | Albert仔、杰哥 辦公室助理 于第54集入職                                                                                     |
| 劉鳳娟 | Amy      | 代替趙玲之客戶經理，實為間諜 于第119-120集客串出場 于第120集因被揭穿身份而被捕                                             |

### My Pizza薄餅店
| 演員   | 角色   | 暱稱/關係                                                                      |
| 白 彪  | 謝逸松 | Tony 薄餅店老闆 黃師父、紀好、何咪咪之上司 葉劍笙之交往對象，後為其夫 參見謝家 |
| 田 青  | 黃師父 | Gianni 薄餅店廚師                                                              |
| 王美儀 | 紀 好  | 好姐 薄餅店夥記                                                                |
| 陳梅馨 | 何咪咪 | 咪咪 薄餅店夥記                                                                |
| 陳國邦 | 謝迪明 | 明仔、臭口明 薄餅店之兼職夥記 參見謝家                                         |

### 其它
| 演員   | 角色     | 暱稱/關係                                                                        |
| 郭卓樺 | Eddie    | 歌星 葉劍笙為他的經理人                                                          |
| 陳潔儀 | 林芝芝   | 歌星 葉劍笙為她的經理人                                                          |
| 朱潔儀 | 張嘉欣   | 嘉欣 謝迪文之前女友 方安兒之好友 于第4集因懷疑謝迪文有第三者而分手，并移民加拿大 |
| 林嘉麗 | 美       | 謝逸松以謝迪文之名結識的女友 于第4集得知被謝逸松欺騙後憤而分手                   |
| 何璧堅 | 丁主任   | 社區中心主任                                                                     |
| 曹 濟  | 鄭 伯    | 真誠投資有限公司所在大廈的保安                                                   |
| 陳榮峻 | Sam      | 導演 喜歡方安兒 于第8集、第74集-第75集客串出場                                   |
| 廖見玲 | Cindy    | 夜總會小姐 為騙取錢財和馬小華交往 于第10集客串出場                               |
| 趙學而 | Kitty    | 問題少女 因感激謝迪文向其展開瘋狂追求 于第14集客串出場                           |
| 郭德信 | 大野先生 | 別墅屋主 于第19集客串出場                                                        |
| 陳 敬  | 廣告導演 | 欺騙謝逸松拍廣告 于第26集客串出場                                                |
| 甄楚倩 | 朱靖雯   | 細蚊 謝迪文之昔日鄰居 時裝設計師 于第37-40集客串出場                             |
| 夏 萍  | 奶 媽    | 朱靖雯之奶媽 于第37-40集客串出場                                                 |
| 黃澤民 | 余家石   | 家石 朱靖雯之男友 于第37集、第40集客串出場                                       |
| 陳奕詩 | 牛小惠   | Francis、大番薯、山東婆 暫代袁麗敏職位之秘書 暗戀謝迪文 于第41-44集客串出場      |
| 關淑怡 | 王婷婷   | 叮叮 大馬富商之女 方安兒于洪都拉斯結識之朋友 于第45-48集客串出場                 |
| 關禮傑 | 蔡浩華   | 浩華 王婷婷之未婚夫 于第47-48集客串出場                                          |
| 夏 雨  | 李阿祖   | 阿祖、表叔 謝迪文、謝迪明之表叔 曾替人頂罪而入獄15年 于第49-52集客串出場         |
| 徐廣林 | 刀疤三   | 李阿祖之獄友                                                                     |
| 談泉慶 | 大 咪    | 李阿祖之獄友                                                                     |
| 林尚武 | 爛賭二   | 李阿祖之獄友                                                                     |
| 劉桂芳 | 陳招金枝 | 李阿祖之前妻                                                                     |
| 韓毓霞 | 洪翠曼   | Animal 范彤、林祖光之前女友 于第53集客串出場                                     |
| 蘇杏璇 | 紅 姑    | 方安兒新屋之前業主 被兒子欺騙而失去房屋 于第60集客串出場                         |
| 吳啟明 | Julian   | 話劇演員 謝迪明之舊同學 于第68集客串出場                                         |
| 艾 威  | 朱家偉   | 朱公子 與歐陽思穎交往之富家公子 于第85集客串出場                                 |
| 陳嘉賢 | 范 太    | 范彤之妻                                                                         |
| 梅 蘭  | 三 姑    | 謝家之鄰居                                                                       |
| 黃 翊  | 王 峰    | 表弟 范彤來自大陸的表弟 于第88-89集客串出場                                      |
| 胡耀峰 | 彬 仔    | 方家鄰居之子 于第104集客串出場                                                   |
| 古巨基 | 舊同學   | 于第105集客串出場                                                                |
| 鄭伊健 | 鮑少勛   | Heman 鮑老細之子 梁晶晶之男友 以助理身份入職公司 于113-114集客串出場             |
| 陳松伶 | 梁晶晶   | 晶晶 見習投資主任 鮑少勛女友 假扮鮑老細之女 于113-114集客串出場                  |
| 羅嘉良 | 周文清   | 阿清 教師 范太之表弟 歐陽思穎之男友 于第126集客串出場                            |

## 每集內容
| 集數    | 主題名稱         | 編劇          | 編導          | 故事主人翁                             | 重播日期（2008-2009） 重播日期（2014-2015） |
| 01      | 邂逅             | 文 武         | 區德輝        | 謝迪文、張嘉欣                         | 11月15日，週六 9月27日，週六                |
| 02      | 信是有緣         | 歐冠英        | 區德輝        | 謝迪文、張嘉欣、謝逸松、美             | 11月17日，週一 9月30日，週二                |
| 03      | 又是冤家又聚頭   | 陳鈺萍        | 區德輝        | 謝迪文、方安兒                         | 11月18日，週二 10月1日，週三                |
| 04      | 情深緣淺         | 歐冠英        | 區德輝        | 謝迪文、張嘉欣、謝逸松、美             | 11月19日，週三 10月2日，週四                |
| 05      | 阿松整餅         | 楊松柏        | 袁惠兒        | 謝逸松、謝翰雍                         | 11月20日，週四 10月3日，週五                |
| 06      | 我愛俏佳人       | 陳志強        | 袁惠兒        | 謝逸松、何咪咪、紀好                   | 11月21日，週五 10月4日，週六                |
| 07      | 公司三文治       | 吳偉碩        | 袁惠兒        | 謝迪文、方安兒                         | 11月22日，週六 10月6日，週一                |
| 08      | 誰可傷姨         | 趙靜蓉        | 袁惠兒        | 葉劍笙、方安兒、Sam                    | 11月24日，週一 10月7日，週二                |
| 09      | 整蠱冤家         | 楊松柏        | 李翰韜        | 謝迪明、謝逸松                         | 11月25日，週二 10月8日，週三                |
| 10      | 友情相關照       | 吳偉碩        | 李翰韜        | 馬小華、Cindy                          | 11月26日，週三 10月9日，週四                |
| 11      | 愛令佢变态       | 何世傑        | 李翰韜        | 邱碧玉                                 | 11月27日，週四 10月10日，週五               |
| 12      | 安兒本色         | 趙靜蓉        | 李翰韜        | 方安兒                                 | 11月28日，週五 10月11日，週六               |
| 13      | 錢的啟示         | 吳偉碩        | 鍾澍佳        | 謝翰雍                                 | 11月29日，週六 10月13日，週一               |
| 14      | 桃花怕怕         | 陳志強        | 鍾澍佳        | 謝迪文、Kitty、歐陽思穎                | 12月1日，週一 10月14日，週二                |
| 15      | 有妹萬事驚       | 楊松柏        | 鍾澍佳        | 方樂兒                                 | 12月2日，週二 10月15日，週三                |
| 16      | 緋聞外的女人     | 湯健萍        | 鍾澍佳        | 袁麗敏                                 | 12月3日，週三 10月16日，週四                |
| 17      | 封你做偶像       | 趙靜蓉        | 區德輝        | 趙玲、方安兒                           | 12月4日，週四 10月17日，週五                |
| 18      | 我係黃師父       | 吳偉碩        | 區德輝        | 黃師父                                 | 12月5日，週五 10月18日，週六                |
| 19      | 無良的結局       | 楊松柏        | 區德輝        | 莊偉信、張小雪                         | 12月6日，週六 10月20日，週一                |
| 20      | 寶貝夢驚魂       | 陳金鈴        | 區德輝        | 謝逸松                                 | 12月8日，週一 10月21日，週二                |
| 21      | 最佳損友         | 趙靜蓉        | 袁惠兒        | 林祖光、馬小華                         | 12月9日，週二 10月22日，週三                |
| 22      | 茶煲三人組       | 湯健萍        | 袁惠兒        | 方安兒、方樂兒、葉劍笙                 | 12月10日，週三 10月23日，週四               |
| 23      | 搏懵搏到面懵懵   | 吳偉碩        | 袁惠兒        | 謝逸松、何咪咪                         | 12月11日，週四 10月24日，週五               |
| 24      | 安兒的秘密       | 林森明        | 袁惠兒        | 謝迪文、方安兒                         | 12月12日，週五 10月25日，週六               |
| 25      | 明聲夢           | 林森明        | 李翰韜        | 謝迪明                                 | 12月13日，週六 10月27日，週一               |
| 26      | 廣告風雲         | 張莉莉        | 李翰韜        | 謝逸松                                 | 12月15日，週一 10月28日，週二               |
| 27      | 最後勝利         | 何世傑        | 李翰韜        | 謝迪文、方安兒                         | 12月16日，週二 10月29日，週三               |
| 28      | 91男歡女愛       | 楊松柏        | 李翰韜        | 謝逸松、葉劍笙                         | 12月17日，週三 10月30日，週四               |
| 29      | 我本善良         | 楊松柏        | 鍾澍佳        | 謝逸松、林芝芝、葉劍笙                 | 12月18日，週四 10月31日，週五               |
| 30      | 笑星累地球       | 吳偉碩        | 鍾澍佳        | 謝翰雍                                 | 12月19日，週五 11月1日，週六                |
| 31      | 有料到           | 湯健萍        | 鍾澍佳        | 歐陽思穎                               | 12月20日，週六 11月3日，週一                |
| 32      | 衝上雲霄         | 陳金鈴        | 鍾澍佳        | 謝迪文                                 | 12月22日，週一 11月4日，週二                |
| 33      | 伙頭智多星       | 陳蕙蘭        | 區德輝        | 馬小華、趙玲                           | 12月23日，週二 11月5日，週三                |
| 34      | 華本多情         | 歐冠英        | 區德輝        | 馬小華、趙玲                           | 12月24日，週三 11月6日，週四                |
| 35      | 誰能代替你地位   | 趙靜蓉        | 區德輝        | 邱碧玉、謝翰雍                         | 12月25日，週四 11月7日，週五                |
| 36      | 阿姨出馬         | 張莉莉        | 區德輝        | 葉劍笙                                 | 12月26日，週五 11月8日，週六                |
| 37-40   | 大蚊與細蚊       | 陳金鈴        | 鍾澍佳        | 謝迪文、朱靖雯                         | 12月27日，週六 11月10日，週一               |
| 37-40   | 大蚊與細蚊       | 楊松柏        | 鍾澍佳        | 謝迪文、朱靖雯                         | 12月29日，週一 11月11日，週二               |
| 37-40   | 大蚊與細蚊       | 湯健萍        | 鍾澍佳        | 謝迪文、朱靖雯                         | 12月30日，週二 11月12日，週三               |
| 37-40   | 大蚊與細蚊       | 吳偉碩        | 鍾澍佳        | 謝迪文、朱靖雯                         | 12月31日，週三 11月13日，週四               |
| 41      | 我愛大番薯       | 林森明        | 田迪桁        | 牛小惠                                 | 1月1日，週四 11月14日，週五                 |
| 42      | 發夢女福星       | 張莉莉        | 田迪桁        | 牛小惠                                 | 1月2日，週五 11月15日，週六                 |
| 43      | 表錯生日情       | 趙靜蓉        | 田迪桁        | 牛小惠                                 | 1月3日，週六 11月17日，週一                 |
| 44      | 沒結果的一些感情 | 陳蕙蘭        | 田迪桁        | 牛小惠                                 | 1月5日，週一 11月18日，週二                 |
| 45      | 豪客光臨         | 陳金鈴        | 區德輝        | 王婷婷                                 | 1月6日，週二 11月19日，週三                 |
| 46      | 復仇天使         | 吳偉碩        | 區德輝        | 王婷婷                                 | 1月7日，週三 11月20日，週四                 |
| 47      | 今天不回家       | 湯健萍        | 區德輝        | 王婷婷、蔡浩華                         | 1月8日，週四 11月21日，週五                 |
| 48      | 龍鳳俏冤家       | 楊松柏        | 區德輝        | 王婷婷、蔡浩華                         | 1月9日，週五 11月22日，週六                 |
| 49-52   | 他來自壁屋       | 歐冠英        | 黃全有        | 李阿祖                                 | 1月10日，週六 11月24日，週一                |
| 49-52   | 他來自壁屋       | 邵麗瓊        | 黃全有        | 李阿祖                                 | 1月12日，週一 11月25日，週二                |
| 49-52   | 他來自壁屋       | 黃國輝        | 黃全有        | 李阿祖                                 | 1月13日，週二 11月26日，週三                |
| 49-52   | 他來自壁屋       | 彭濟材        | 黃全有        | 李阿祖                                 | 1月15日，週四 11月27日，週四                |
| 53      | 攞命佳人         | 歐冠英        | 袁惠兒        | 范彤、林祖光、洪翠曼                   | 1月16日，週五 11月28日，週五                |
| 54      | 超齡OA           | 張莉莉        | 袁惠兒        | 屈人杰                                 | 1月17日，週六 11月29日，週六                |
| 55      | 誓不低頭         | 林森明        | 袁惠兒        | 屈人杰                                 | 1月19日，週一 12月1日，週一                 |
| 56      | 我要高飛         | 歐冠英        | 袁惠兒        | 馬小華、趙玲                           | 1月20日，週二 12月2日，週二                 |
| 57      | FAX情緣          | 湯健萍        | 鍾澍佳        | 謝迪文、方安兒、謝逸松、葉劍笙         | 1月21日，週三 12月3日，週三                 |
| 58      | 膽搏膽           | 陳金鈴        | 鍾澍佳        | 謝迪文                                 | 1月22日，週四 12月4日，週四                 |
| 59      | 符碌新聞眼       | 陳蕙蘭        | 鍾澍佳        | 屈人杰                                 | 1月23日，週五 12月5日，週五                 |
| 60      | 我家在哪裡       | 林森明        | 鍾澍佳        | 紅姑                                   | 1月24日，週六 12月6日，週六                 |
| 61      | 天生我材必有用   | 陳蕙蘭        | 田迪桁        | 謝迪明、方樂兒                         | 1月26日，週一 12月8日，週一                 |
| 62      | 靚人有罪         | 冼翠貞        | 田迪桁        | 謝迪文、方安兒                         | 1月27日，週二 12月9日，週二                 |
| 63      | 相見好           | 楊松柏        | 田迪桁        | 方安兒、葉劍笙                         | 1月28日，週三 12月10日，週三                |
| 64      | 神偷儷影         | 張莉莉        | 田迪桁        | 袁麗敏                                 | 1月29日，週四 12月12日，週五                |
| 65      | 難得經理人       | 湯健萍        | 區德輝        | 謝迪明、方樂兒、葉劍笙                 | 1月30日，週五 12月13日，週六                |
| 66      | 不是讀書天       | 王莉芝        | 區德輝        | 謝迪明                                 | 1月31日，週六 12月15日，週一                |
| 67      | 強者背後         | 譚安健        | 區德輝        | 方安兒                                 | 2月2日，週一 12月16日，週二                 |
| 68      | 王子復仇記       | 陳蕙蘭        | 林婉樺 田迪桁 | 謝迪明、方樂兒、Julian                 | 2月3日，週二 12月17日，週三                 |
| 69      | 運轉乾坤         | 吳偉碩        | 林婉樺        | 趙玲                                   | 2月4日，週三 12月19日，週五                 |
| 70      | 最佳拍檔         | 楊松柏        | 林婉樺        | 謝迪文、方安兒                         | 2月5日，週四 12月20日，週六                 |
| 71      | 與敵同眠         | 冼翠貞        | 林婉樺        | 林祖光、袁麗敏                         | 2月6日，週五 12月22日，週一                 |
| 72      | 借來的惡夢       | 趙靜蓉        | 林婉樺        | 謝迪明                                 | 2月7日，週六 12月23日，週二                 |
| 73      | 大隻蛤乸         | 陳惠妍        | 鍾澍佳        | 歐陽思穎                               | 2月9日，週一 12月24日，週三                 |
| 74      | 冰封的心         | 譚安健        | 鍾澍佳        | 謝迪文、方安兒、Sam                    | 2月10日，週二 12月25日，週四                |
| 75      | 文心似火         | 譚安健        | 鍾澍佳        | 謝迪文、方安兒、Sam                    | 2月11日，週三 12月26日，週五                |
| 76      | 時間在我手       | 林森明        | 鍾澍佳        | 謝迪文                                 | 2月12日，週四 12月27日，週六                |
| 77      | 攞膽冤家         | 林森明        | 區德輝        | 謝天、周玉環                           | 2月13日，週五 12月29日，週一                |
| 78      | 孽敏             | 李瑞婉        | 區德輝        | 林祖光、袁麗敏                         | 2月14日，週六 12月30日，週二                |
| 79      | 愛情陷阱         | 盧漢華        | 田迪桁        | 林祖光、袁麗敏                         | 2月16日，週一 12月31日，週三                |
| 80      | 水深火熱         | 歐冠英        | 田迪桁        | 謝天、周玉環                           | 2月17日，週二 1月1日，週四                  |
| 81      | 夜驚青           | 林森明        | 鍾澍佳        | 葉劍笙                                 | 2月18日，週三 1月2日，週五                  |
| 82      | 風水輪流轉       | 盧漢華        | 田迪桁        | 袁麗敏、屈人杰                         | 2月19日，週四 1月3日，週六                  |
| 83      | 古怪屋           | 楊松柏        | 田迪桁        | 謝迪文、方安兒、屈人杰                 | 2月20日，週五 1月5日，週一                  |
| 84      | 心仍是冷         | 冼翠貞        | 田迪桁        | 謝迪文、方安兒                         | 2月21日，週六 1月6日，週二                  |
| 85      | 垃圾松           | 吳偉碩        | 區德輝        | 謝逸松                                 | 2月23日，週一 1月7日，週三                  |
| 86      | 公子多情         | 趙靜蓉        | 區德輝        | 歐陽思穎、朱家偉                       | 2月24日，週二 1月8日，週四                  |
| 87      | 滅口大炒魷       | 楊松柏        | 田迪桁        | 范彤、趙玲、謝迪文、方安兒             | 2月25日，週三 1月9日，週五                  |
| 88      | 累人筆錢         | 陳金鈴        | 田迪桁        | 謝天、周玉環                           | 2月26日，週四 1月10日，週六                 |
| 89      | 峰從哪裏來       | 趙靜蓉        | 鍾澍佳        | 王峰                                   | 2月27日，週五 1月12日，週一                 |
| 90      | 表弟你好嘢       | 趙靜蓉        | 鍾澍佳        | 王峰                                   | 2月28日，週六 1月13日，週二                 |
| 91      | 學神             | 王莉芝        | 鍾澍佳        | 方樂兒                                 | 3月2日，週一 1月14日，週三                  |
| 92      | 貪之過           | 冼翠貞        | 鍾澍佳        | 謝迪明、葉劍笙                         | 3月3日，週二 1月15日，週四                  |
| 93      | 候選佳麗         | 吳偉碩        | 區德輝        | 屈人杰、歐陽思穎、張小雪               | 3月4日，週三 1月16日，週五                  |
| 94      | 椰青怪客         | 吳偉碩        | 區德輝        | 屈人杰、趙玲                           | 3月5日，週四 1月17日，週六                  |
| 95      | 我老婆唔喺人     | 陳金鈴        | 區德輝        | 謝天、周玉環                           | 3月6日，週五 1月19日，週一                  |
| 96      | 公家車           | 趙婉嫻        | 區德輝        | 方樂兒                                 | 3月7日，週六 1月20日，週二                  |
| 97      | 群貓亂舞         | 譚安健        | 盧澤良        | 方樂兒、方安兒、葉劍笙                 | 3月9日，週一 1月21日，週三                  |
| 98      | 環肥要瘦         | 王莉芝        | 盧澤良        | 周玉環                                 | 3月10日，週二 1月22日，週四                 |
| 99      | 真誠之花         | 趙婉嫻        | 盧澤良        | 方安兒、歐陽思穎、趙玲、張小雪、袁麗敏 | 3月11日，週三 1月23日，週五                 |
| 100     | 黃雀行動         | 楊松柏        | 盧澤良        | 屈人杰                                 | 3月12日，週四 1月24日，週六                 |
| 101     | 似是故人來       | 盧漢華        | 田迪桁        | 方棠                                   | 3月13日，週五 1月26日，週一                 |
| 102     | 今生有悔         | 林森明        | 田迪桁        | 方棠                                   | 3月14日，週六 1月27日，週二                 |
| 103     | 精靈小鬼頭       | 林森明        | 田迪桁        | 彬仔                                   | 3月16日，週一 1月28日，週三                 |
| 104     | 寧可信其有       | 楊松柏        | 田迪桁        | 謝天、周玉環                           | 3月17日，週二 1月29日，週四                 |
| 105     | 男兒當自強       | 趙靜蓉        | 鍾澍佳        | 謝迪明、方樂兒                         | 3月18日，週三 1月30日，週五                 |
| 106     | 安樂戰場         | 陳金鈴        | 鍾澍佳        | 方安兒、方樂兒、方棠                   | 3月19日，週四 1月31日，週六                 |
| 107     | 對不起，我愛你   | 吳偉碩        | 鍾澍佳        | 方安兒、方棠                           | 3月20日，週五 2月2日，週一                  |
| 108     | 對不起，我撇你   | 王莉芝        | 鍾澍佳        | 林祖光、袁麗敏                         | 3月21日，週六 2月3日，週二                  |
| 109     | 回頭好馬         | 趙婉嫻        | 區德輝        | 馬小華、趙玲                           | 3月23日，週一 2月4日，週三                  |
| 110     | 你還愛我嗎？     | 楊松柏        | 區德輝        | 馬小華、趙玲                           | 3月24日，週二 2月5日，週四                  |
| 111     | 幸福玻璃頭       | 趙婉嫻        | 區德輝        | 馬小華、趙玲                           | 3月25日，週三 2月6日，週五                  |
| 112     | 再見，我的愛人   | 趙婉嫻        | 區德輝        | 馬小華、趙玲                           | 3月26日，週四 2月7日，週六                  |
| 113-114 | 假如她是真的     | 王莉芝 冼翠貞 | 盧澤良        | 鮑少勛、梁晶晶                         | 3月27日，週五 2月9日，週一                  |
| 113-114 | 假如她是真的     | 楊松柏        | 盧澤良        | 鮑少勛、梁晶晶                         | 3月28日，週六 2月10日，週二                 |
| 115     | 我要闖情關       | 陳金鈴        | 盧澤良        | 謝迪文、方安兒                         | 3月30日，週一 2月11日，週三                 |
| 116     | 孽敏焚情         | 盧漢華        | 盧澤良        | 袁麗敏、謝迪文、方安兒                 | 3月31日，週二 2月12日，週四                 |
| 117     | 兩個夠晒數       | 冼翠貞        | 田迪桁        | 謝天、周玉環                           | 4月1日，週三 2月13日，週五                  |
| 118     | 財來自有慌       | 趙靜蓉        | 田迪桁        | 謝天、周玉環                           | 4月2日，週四 2月14日，週六                  |
| 119-120 | 愛你愛到出晒位   | 林森明        | 田迪珩        | 袁麗敏、林祖光                         | 4月3日，週五 2月16日，週一                  |
| 119-120 | 愛你愛到出晒位   | 陳金鈴        | 田迪珩        | 袁麗敏、林祖光                         | 4月4日，週六 2月17日，週二                  |
| 121     | 賣身契           | 楊松柏        | 鍾澍佳        | 謝迪明、方樂兒                         | 4月6日，週一 2月18日，週三                  |
| 122     | 唱出彩虹         | 陳金鈴        | 鍾澍佳        | 謝迪明、方樂兒                         | 4月7日，週二 2月19日，週四                  |
| 123     | 初一十五         | 冼翠貞        | 鍾澍佳        | 謝迪文、方安兒                         | 4月8日，週三 2月20日，週五                  |
| 124     | 年後煎堆         | 林森明        | 鍾澍佳        | 謝逸松、葉劍笙                         | 4月9日，週四 2月21日，週六                  |
| 125     | 愛的誘惑         | 黃國輝        | 區德輝        | 謝迪文、方安兒                         | 4月10日，週五 2月23日，週一                 |
| 126     | 最佳男朋友       | 王莉芝        | 區德輝        | 歐陽思穎、周文清                       | 4月11日，週六 2月24日，週二                 |
| 127     | 老世唔易做       | 冼翠貞        | 區德輝        | 屈人杰                                 | 4月13日，週一 2月25日，週三                 |
| 128     | 新婚齟齬         | 楊松柏        | 區德輝        | 謝逸松、葉劍笙                         | 4月14日，週二 2月26日，週四                 |
| 129     | 龍鳳爭挂帥       | 盧漢華        | 盧澤良        | 謝迪文、方安兒                         | 4月15日，週三 2月27日，週五                 |
| 130     | 每天愛你多一點   | 歐冠英        | 盧澤良        | 謝迪文、方安兒、林祖光、袁麗敏         | 4月16日，週四 2月28日，週六                 |
| 131     | 愛情逃兵         | 黃國輝        | 盧澤良        | 謝迪文、方安兒                         | 4月17日，週五 3月2日，週一                  |
| 132     | 我愛玫瑰園       | 歐冠英        | 盧澤良        | 謝迪文、方安兒                         | 4月18日，週六 3月3日，週二                  |

| █ | 均為謝迪文與方安兒的愛情故事 |  |

## 電視節目的變遷
| 香港 無綫電視翡翠台 星期一至五 20:00-20:30 | 香港 無綫電視翡翠台 星期一至五 20:00-20:30           | 香港 無綫電視翡翠台 星期一至五 20:00-20:30 |
| --- | ---------------------------------------------------- | ------------------------------------------ |
| | 我愛玫瑰園 （1991.04.02 - 1991.11.18）               |                                            |
| 同居三人組 （1990.07.10 - 1991.03.30） （20:45-21:15） | 卡拉屋企 （1991.11.20 - 1992.11.20） （20:45-21:15） |                                            |
| 翡翠台清晨劇集時段 星期一至六 06:00-06:30 |                                                      |                                            |
| 婚紗小天使 （2002.04.24 - 2002.06.21） 動畫時段取消 | 我愛玫瑰園 （2002.06.22 - 2002.11.23）               | 同居三人組 （2002.11.25 - 2003.05.21）     |
| 翡翠台清晨劇集時段 星期一至六 06:00-06:25 2009年1月14日暫停播映 |                                                      |                                            |
| 婆媽女婿 （2008.09.06 - 2008.11.14） | 我愛玫瑰園 （2008.11.15 - 2009.04.18）               | 愛生事家庭 （2009.04.22 - 2009.09.05）     |
| 翡翠台清晨劇集時段 星期一至六 06:00-06:25 2014年9月29日、12月11日及18日暫停播映 |                                                      |                                            |
| 婆媽女婿 （2014.07.21 - 2014.09.26） | 我愛玫瑰園 （2014.09.27 - 2015.03.03）               | 我們這一家 （2015.03.04 - 2015.03.14）     |
| 香港 無綫電視翡翠台 上午劇集時段 星期一至五 10:00 - 10:35（公眾假期照常及暫停播映） · 3月5日 08:55 - 10:35直播《人大會議揭幕 總理工作報告》，原定於上午直播日間財經節目時間有所調動，《交易現場》（上午交易時段）09:00 - 10:00時段改為TVB Plus直播，因此 11:40 - 12:15時段同步直播，暫停播映 · 4月4日 清明節公眾假期，照常播映 · 4月18日 復活節公眾假期，照常播映 · 4月21日 復活節公眾假期，10:05 - 12:10 重播動畫電影《Stand By Me 多啦A夢 2》暫停播映 · 5月1日 勞動節公眾假期，10:05 - 11:05 重播《過節》暫停播映 · 5月5日 佛誕公眾假期，照常播映 · 7月1日香港特區成立紀念日假期，09:00 - 11:35 重播電影《你好，李煥英》暫停播映 |                                                      |                                            |
| 公私三文治 （2024.11.04 - 2025.02.28） | 我愛玫瑰園 （2025.03.03 - 2025.09.05）               | —                                          |